# Rouben Ter-Arutunian
Rouben Ter-Arutunian (Tbilisi, 24 luglio 1920 – New York, 17 ottobre 1992) è stato un costumista e scenografo georgiano.

## Biografia
Nato in una famiglia armena in Georgia, Rouben Ter-Arutunian studiò a arte, composizione e design a Vienna e Berlino. Fece il suo esordio come costumiata nel 1940 per la Staatsoper Unter den Linden e nel decennio seguente lavorò assiduamente alla Wiener Staatsoper e alla Semperoper. Nel 1951 si trasferì a New York, dove instaurò un proficuo sodalizio artistico con George Balanchine e il New York City Ballet che sarebbe durato un quarto di secolo. Oltre a curare i costumi di diversi allestimenti di opere liriche e balletti a New York, Ter-Arutinian creò i costumi per le preduzioni di importanti teatri dell'opera in tutto il mondo, tra cui il Teatro alla Scala, e disegnò i costumi per ventiquattro musical e opere di prosa a Broadway, vincendo il Tony Award per i migliori costumi nel 1959 per Redhead.